# Generalizálás (térképészet)
A generalizálás, vagy térképi általánosítás a térképészetben használt eljárás, amely a térkép befogadóképességének megfelelően változtatja az ábrázolható kartográfiai jelek mennyiségét és jellegét. A generalizálás függ a térkép méretarányától, a térkép rendeltetésétől, az ábrázolandó földrajzi jellemzőktől, valamint a használt ábrázolási módszertől.

## Alapelvek
Mértani
- egyszerűsítés
- nagyobbítás
- eltolás

Mértani-mennyiségi
- összevonás
- kiválasztás

Minőségi
- tipizálás
- hangsúlyozás